# 從農業社會到工業社會
25°04′48″N 121°31′29″E / 25.080112°N 121.524627°E
《從農業社會到工業社會》，俗稱「水牛圖」，是位於臺灣臺北市中山區劍潭公園的馬賽克壁畫，1969年由顏水龍創作，行經中山北路、捷運淡水線的旅客皆可見到。

## 緣由
林衡道回憶，1924年時，坐淡水線列車往淡水方向，過大正街車站後就能望到一片田園，田中有水牛，緊接著就是臺灣神宮隱現在綠樹間。
至高玉樹任臺北市市長任內，正逢臺灣大幅邁向工業社會之際，當時中山北路的劍潭一帶為中華民國總統蔣中正每日上下班必經之路，於是高玉樹便下令美化道路景觀，藉由楊三郎推薦，邀請顏水龍在劍潭公園擋土牆上作馬賽克壁畫。

## 設計
顏水龍計畫以現代藝術手法表現傳統農業生活，同時呈現對過去的鄉愁與現代化的憧憬。壁畫內容包括牧牛、犁田、收割、牛車運貨等，以優閒低頭吃草的牛隻、賣力彎腰收割的農民、三合院前打穀的農婦、滿載而歸的牛車等顯現早期台灣農村景致及風情。為了配合經過劍潭公園的車行速度，以平行線的構圖方式展現，羊群、牛群、田埂採水平的方式設計，過了耕耘區、風鼓車、稻浪才開始收攏，作深度上的安排，以色彩明暗達到吸引過往車輛、行人目光的目的。
當年參與水牛圖現場施作的國立臺北藝術大學傳統藝術研究所教授江韶瀅回憶，壁畫是用北投、鶯歌等地土產的水缸、碗盤剪成，石灰粉加洋菜粉作接合。顏水龍以五個月完成這個高4公尺、長100公尺的壁畫，1969年雙十節揭幕。曾和顏水龍同事的資深廣告人朱守谷表示，顏水龍靠此作報酬得以前往法國深造，對其藝術生涯影響深遠。
當時揭幕頗受注目，小學舉辦郊遊還特地來此觀賞。1983年，顏水龍對《民生報》記者宋晶宜說，他的畫不要掛在有錢人的家裡，而是要放在大家都看得見的地方。

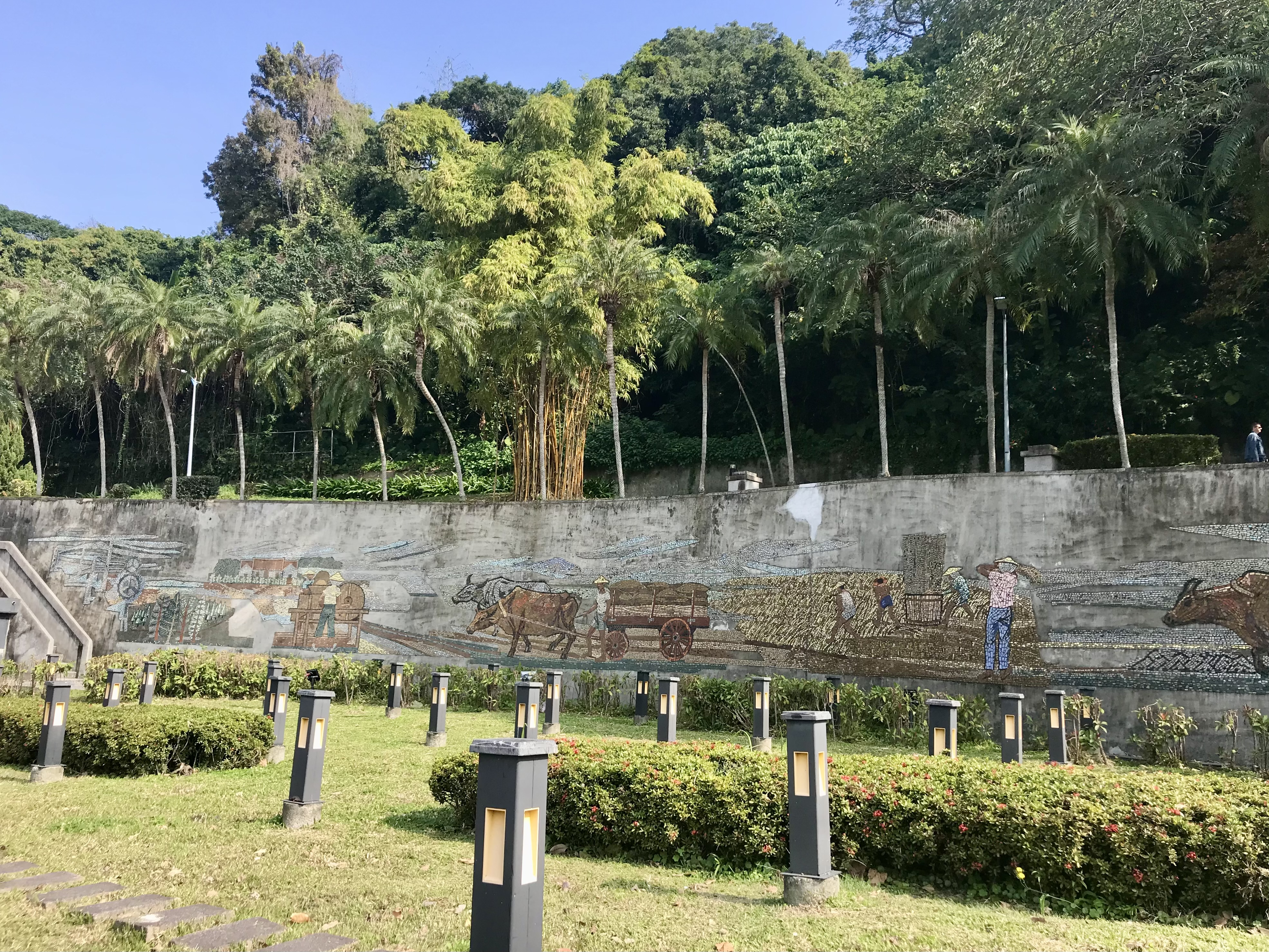
劍潭公園一景

## 保護
2000年時，市民向臺北市政府文化局陳情，這幅俗稱「水牛圖」的壁畫，磁磚剝落，也有明顯裂痕。該年11月3日，文化局邀集陳情市民、臺北市政府相關單位以及公共藝術專家曲德義、江韶瀅、王秀杞等共同會勘。曲德義檢查後，證明確實有部分畫作呈現空心狀態，擋土牆上的榕樹氣根持續向壁體滲入。經過討論，文化局表示，近日緊急修復。
2003年，顏水龍百年冥誕，臺北市政府文化局決定斥資新臺幣三百餘萬元進行修復。2004年2月24日，文化局舉行修復開工儀式，計畫周圍仿稻田植栽，使自然地景與壁畫相融，也配合夜間照明。此次也降低灌木高度，以讓行經中山北路和捷運淡水線的乘客可一覽無遺。
2004年6月5日，顏水龍一百零一歲冥誕之日，臺北市政府文化局舉行完工點燈儀式，由市長馬英九、前市長高玉樹、顏水龍女兒顏美里、前行政院文化建設委員會主任委員陳奇祿與林澄枝、文化局局長廖咸浩等人參加。